# Eugenio Bova
Pour les articles homonymes, voir Bova.
Eugenio Maria Bova (26 novembre 1875, Roccella Ionica - 1954, Locri) est un homme politique, avocat, journaliste et résistant antifasciste italien.

## Biographie

### Origines familiales
Eugenio Maria Bova nait le 26 novembre 1875 à Roccella Ionica de Giuseppe Maria Bova, notaire âgé de 38 ans, et de Maria Elisabetta Romeo, propriétaire terrienne. Ses grands-parents paternels sont des ouvriers agricoles fils de bergers tandis que son grand-père maternel est un chirurgien originaire de Siderno. Plusieurs de ses cousins germains du côté de sa mère émigreront aux États-Unis au début du XXe siècle.
Eugenio possède également deux sœurs : Emilia Bova (1868-1888), épouse de Francesco Curtale, et Anna Maria Rosa Bova (née en 1883), épouse de Giuseppe Muscolo.

### Avocat et débuts en politique
Dès sa jeunesse, il adhère aux idéaux de liberté et de démocratie, poussé par son père Giuseppe Bova. Il part ensuite étudier à l'Université de Naples où il est diplômé en jurisprudence, lui permettant ainsi d'exercer comme avocat.
Quand il rentre à Roccella Ionica à la fin de ses études, il adhère au Parti socialiste italien et y milite activement. Son prosélytisme poussera de nombreux jeunes à adhérer au socialisme, participant ainsi à la formation de plusieurs ligues, clubs, cercles de discussion et sections de parti dans toute la zone. Grâce à son action, Bova est donc nommé président du Ier Cercle socialiste de Roccella Ionica et, le 1er mai 1903, il fonde officiellement et pour la première fois de sa vie une section du parti socialiste.
Le 4 octobre 1903 a lieu à Roccella Ionica le Troisième Congrès régionale socialiste. Aux côtés du poète Vincenzo De Angelis, Eugenio Bova s'y impose comme le chef de file du Parti socialiste italien dans la région de Calabre ce qui lui permet quelque temps plus tard d'être élu au Conseil exécutif de Calabre,. Trois ans après, en 1906, il fonde une société de secours mutuel et de bienfaisance à laquelle il donne le nom de Il lavoro.
Pacifiste, il défend la neutralité de l'Italie dans la Première Guerre mondiale avec d'autres personnalités socialistes comme Vincenzo De Angelis, Francesco Malgeri et Giovanni Sculli.
En 1919, Eugenio Bova devient le représentant de la section du parti socialiste italien de Brancaleone.

### L'engagement communiste
Le 30 mai 1920 a lieu à Reggio de Calabre (chef-lieu de la province) le IIe Congrès Provincial socialiste, préfigurant les divergences qui animent déjà le Parti socialiste dans le sud de l'Italie. Durant celui-ci, des tensions apparaissent entre la tendance révolutionnaire, conduite par Eugenio Bova et Francesco Geraci, et celle réformiste, soutenue par Vincenzo De Angelis. Bova et les révolutionnaires souhaitent ainsi voir le Parti socialiste italien opérer un revirement politique pour parvenir au pouvoir par la révolution. Le congrès se conclut finalement sans compromis durable entre les deux factions et Eugenio Bova est élu pour siéger avec 8 autres socialistes, provenant des deux tendances, à la direction provinciale du parti.
Pendant le XVII Congrès du Parti Socialiste Italien qui se tient à Livourne le 21 janvier 1921 et qui aboutit à la scission de l'aile gauche du Parti socialiste italien, Eugenio Bova et d'autres de ses camarades adhérèrent ainsi au tout nouveau Parti communiste italien. Durant ce congrès, Bova se fait remarquer par les communistes du sud de l'Italie en émettant la proposition de création d'une Fédération Communiste du Jonio.
Revenu en Calabre, il prend un rôle toujours plus important dans la section naissante de parti communiste pour la Province de Reggio de Calabre et est ainsi le candidat obtenant le plus de voix dans cette province.
Le 20 mars 1921, Eugenio lance la publication d'un journal hebdomadaire communiste, L’organizzazione (sous-titré Giornale dei comunisti di Calabria, c'est-à-dire Journal des communistes de Calabre), qui est imprimé à un millier d'exemplaires chaque mois à Locri et est vendu dans la zone autour de Roccella Ionica.

### Répression fasciste et décès
En 1925, lorsque le Parti national fasciste est déclaré parti unique par Benito Mussolini, la maison d'Eugenio Bova à Locri est prise d'assaut puis saccagée par des fascistes qui le considère comme un des principaux opposants politiques dans la province. Pendant la période fasciste, Bova est donc forcé de se retirer de la vie politique et, dans un premier temps, il se consacre presque exclusivement à sa profession d'avocat, bien qu'il reste toutefois inscrit sur la liste des personnalités politiques que le régime de Mussolini surveille de près en tant que « communiste exerçant un certain ascendant sur ses camarades dans la zone autour de Roccella Ionica ». Il est catégorisé comme socialiste par le régime et il semble qu'il ait finalement été radié de l'ordre des avocats par la dictature fasciste.
Après la chute du fascisme, il peut reprendre son poste au Parti communiste italien dont il reste un militant très actif jusqu'à sa mort advenue en 1954 à Gerace Marina (aujourd'hui Locri).

## Sources
- Vie de Eugenio Bova, sur le site officiel de la commune de Roccella Jonica.
- Fiche d'identité de BOVA Eugenio, sur beniculturali.it.
- Ferdinando Cordova, Il fascismo nel Mezzogiorno: le Calabrie, Rubbettino Editore, 2003 (lire en ligne), p. 170.